# Pince (település)
Pince (szlovénul Pince) magyarok lakta falu Szlovéniában, a Muravidéken. Közigazgatásilag Lendva községhez tartozik.

## Fekvése
Lendvától 8 kilométerre délkeletre, közvetlenül a magyar határ mellett fekszik. Közúton a mellette elhaladó A5-ös, illetve a hozzá csatlakozó magyarországi M70-es autóúton közelíthető meg legkönnyebben; az autópályán Pince felé lehajtó található a határátkelőhelynél.
Emellett elérhető a település alsóbbrendű úton is a határ magyar oldalán fekvő Tornyiszentmiklós irányából: a 7538-as útból kiágazó 75 333-as számú úton, amely szlovén területen már 443-as számozással folytatódik, egészen Hársliget (Lipovci) településig.

## Története
Területét 1379-ben az alsólendvai Bánffy család kapta I. Lajos magyar királytól adományként. Első írásos említése 1381-ből származik "Pynche" alakban. 1524-ben "Pyncze" néven szerepel a korabeli forrásokban.
1644-ig a család kihalásáig volt a Bánffyak birtoka. Ezután a Nádasdy család birtoka lett. 1690- ben Eszterházy nádor több más valaha Bánffy-birtokkal együtt megvásárolta. Ezután végig a család birtoka maradt.
Vályi András szerint „ PINCZE. Magyar falu Szala Vármegyében, földes Ura H. Eszterházy Uraság, lakosai külömbfélék, fekszik az alsó Lendvai Uradalomban, határja meglehetős, néha Lendva vize szokta egy részét elönteni, szőleje középszerű, eladásra módgyok van, második osztálybéli.”
Fényes Elek szerint „ Pincze, magyar falu, Zala vmegyében, az alsó lendvai uradalomban, 228 kath. lak.”
1910-ben 404, túlnyomórészt magyar lakosa volt.
Közigazgatásilag Zala vármegye Letenyei járásának része volt. 1919-ben a Szerb–Horvát–Szlovén Királysághoz csatolták, ami tíz évvel később vette fel a Jugoszlávia nevet. 1941-ben a Muramentét a magyar hadsereg visszafoglalta és 1945-ig ismét Magyarország része volt, majd a második világháború befejezése után végleg jugoszláv kézbe került. 1991 óta a független Szlovén Köztársaság része. 2002-ben 205 lakosa volt. 2007 decemberéig, a schengeni övezethez való csatlakozásunkig határállomás is működött a helység határában, ami a magyar oldalon Tornyiszentmiklóssal kötötte össze.

## Nevezetességei
- A falu fa haranglába a 19. század utolsó negyedében épült.
- Kulturális emlék a harangláb mellett álló, 1811-ben emelt kőkereszt.